# جيف فان كامب سينيور
جيف فان كامب سينيور (بالإنجليزية: Jeff Van Kamp)‏ هو مصارع محترف أمريكي، ولد في 3 أبريل 1962 في نيو ألباني في الولايات المتحدة.

## روابط خارجية
- جيف فان كامب سينيور على موقع CageMatch worker (الإنجليزية)